# ژان لوکلر
ژان لوکلر (فرانسوی: Jean LeClerc‎؛ ‏تلفظ در فرانسوی: [ʒɑ̃ ləklɛʁ]؛ ‏ زادهٔ ۷ ژوئیهٔ ۱۹۴۵) بازیگر اهل کانادا است. وی به مدت ۷ سال یکی از بازیگران اصلی مجموعهٔ تلویزیونی احساسی آمریکایی تمام فرزندان من بود.
از فیلم‌ها یا مجموعه‌های تلویزیونی دیگری که وی در آن‌ها نقش داشته است، می‌توان به آیا از تاریکی هراس دارید؟، نظم و قانون، امر غریب و سایه‌های ناآشنا در اتاقی خالی اشاره نمود.